# Marek Sobola
Marek Sobola (3. jul 1981) je pejzažni arhitekta, profesionalni vrtlar i heraldički umjetnik iz Slovačke. Njegov najpoznatiji projekt je "Drvo mira".

## Drvo mira
Drvo mira je živi spomenik koji se sadi u čast poznatih i nepoznatih žrtava a istovremeno simbolizuje život i mir. Projekat “Drvo mira” ima međunarodni karakter i osmislio ga je pejzažni ahitekta Sobola, sa ciljem da obeleži stogodišnjicu završetka Prvog svetskog rata.

### Drvo mira u svijetu
2019
- Srbija: Kragujevac, vrsta drveta – Thuja occidentalis, sorta 'Smaragd'.[3]
- Sjedinjene Države: Kansas City, vrsta drveta – Quercus rubra.[4]

2018
- Slovačka: Veľkrop, vrsta drveta – Quercus robur, sorta „Concordia“.[5] Nová Bystrica - Vychylovka, vrsta drveta – Quercus robur, sorta „Concordia“.[6] Žilina, vrsta drveta – Quercus robur, sorta "Jan Zamoyski".[7] Turzovka, vrsta drveta – Quercus robur, sorta "Atropurpurea".[8] Divinka - Lalinok, vrsta drveta – Quercus robur, sorta "Jan Zamoyski".[9]
- Rusija: Puškina u Državnom muzeju Tsarskoye Selo u Sankt Peterburgu, vrsta drveta – Quercus robur.[10][11]
- Poljska: Trzyciąż, vrsta drveta – Quercus robur, sorta "Atropurpurea".[12]
- Austrija: Bad Ischl, vrsta drveta – Quercus rubra.[13]